# 露德温·塞尼耶
露德温·塞尼耶（Ludivine Sagnier，1979年7月3日—），是法国女演员，模特，自1989年以来她曾经参演33部电影。她两次被提名为凯撒电影奖提名最佳女配角，分别是2003年的《游泳池》和2007年的《秘密》。

## 早年生活
塞尼耶出生于伊夫林省的拉塞勒-圣-云区，她的母亲是一名退休秘书，她的父亲是巴黎大学的一个英语教授。她自小从事表演，在10岁时，她首次出演电影《我要回家》和《丈夫们，女人们，情人们》（均于1989年上映）。

## 生涯
2001年，她被欧洲电影推广组织（European Film Promotion）评为闪亮新星。2002年，她因电影《八美图》被提名为凯撒电影奖最具潜力女演员奖(Most Promising Actress)。她以《小莉莉》和《游泳池》两部电影参加2003年戛纳电影节，另外，在2003年，她赢得了法国新进女演员奖。
塞尼耶在多部电影出现全裸场面，其中包括2000年的《乾柴烈火》、《好主意》和《小莉莉》。在 弗朗索瓦·欧容的英文电影《游泳池》，塞尼耶全裸场面超过她演出的一半。她在2003年改编的电影《彼得潘》中，出演廷克贝尔。
2005年，她生下一个女儿。孩子的父亲是演员尼古拉斯·迪沃谢勒。

## 作品

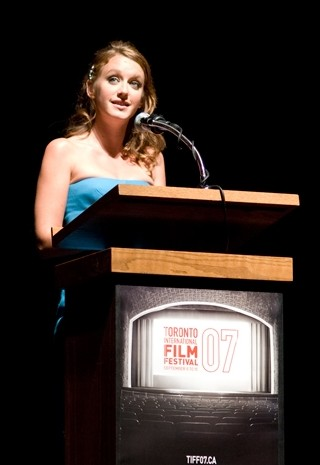
2007年，多伦多电影节
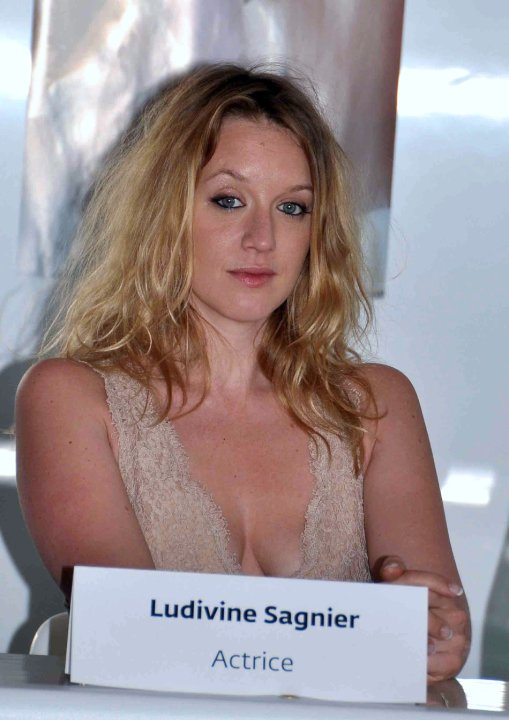
2010年，戛纳电影节
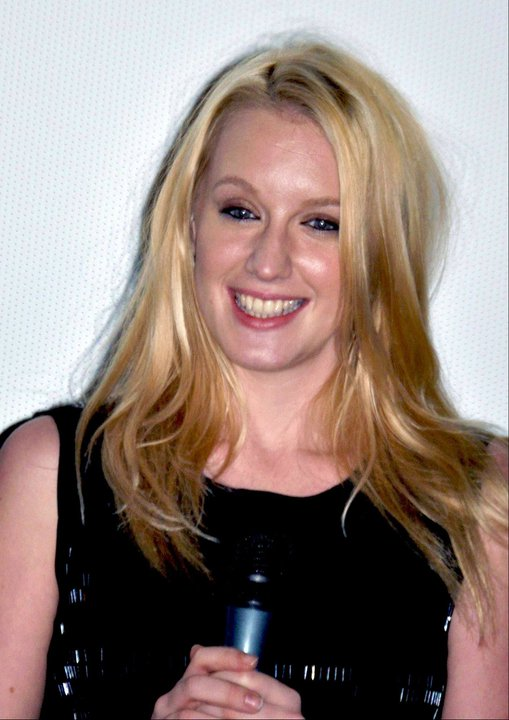
露德温·塞尼耶，2010年
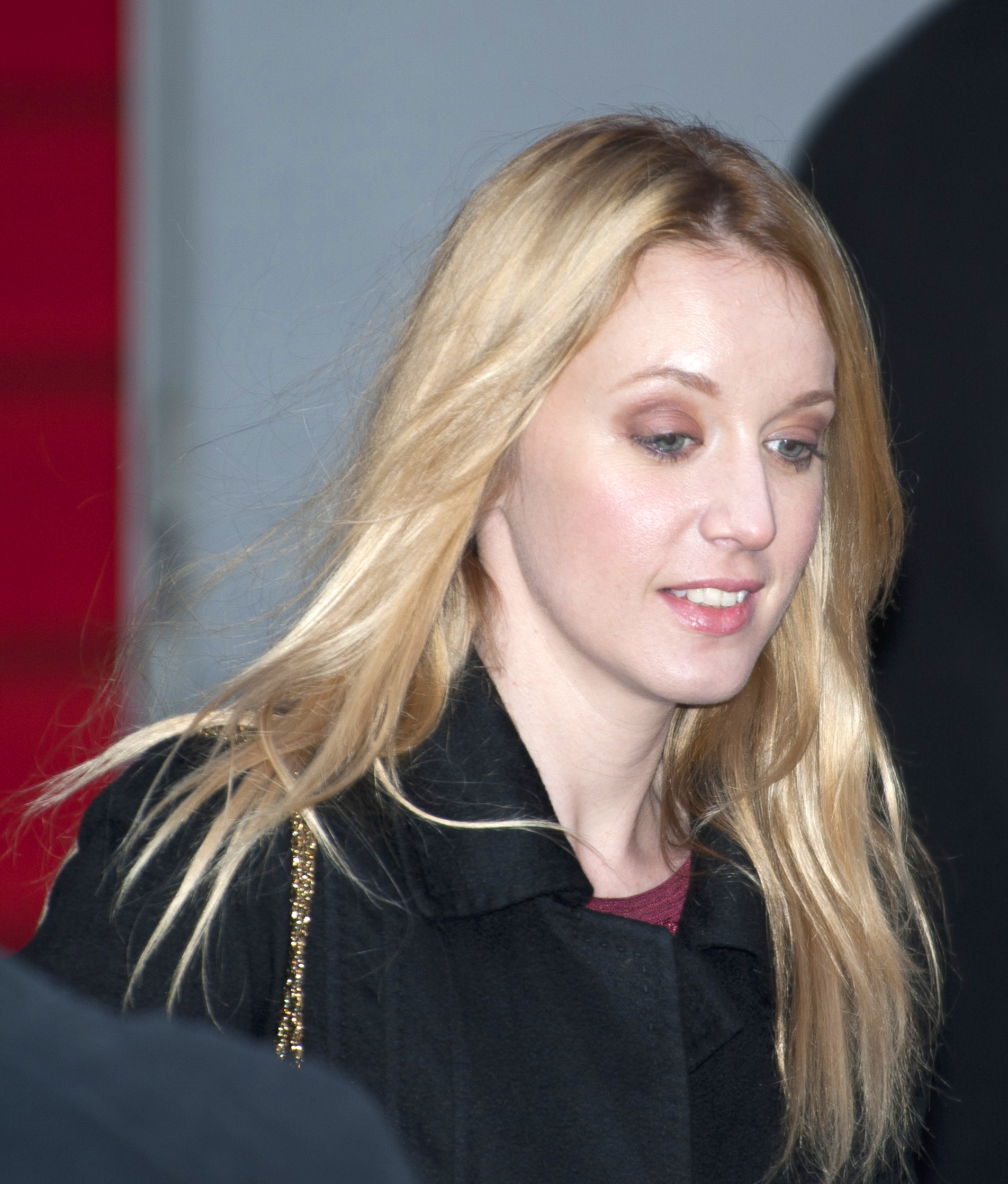
2011年，柏林电影节

- 1989年：我要回家（英语：I Want to Go Home (1989 film)）——La petite fille de la place du village
- 1989年：丈夫们，女人们，情人们（法语：Les Maris, les femmes, les amants）—— Élodie
- 1990年：大鼻子情圣(Cyrano de Bergerac)——The Little Sister
- 1999年：伦勃朗（法语：Rembrandt (film, 1999)）——Cornelia van Rijn
- 1999年：沙滩男孩——Dance girl 1
- 1999年：恋恋红尘——Hermine de Musset
- 2000年：乾柴烈火—— Anna（弗朗索瓦·欧容导演）
- 2000年：好主意——Clémentine
- 2001年：孩子们的游戏（法语：Un jeu d'enfants (film, 2001)）——Daphnée (babysitter)
- 2001年：人人爱上我老婆(Ma femme est une actrice)—— Géraldine
- 2002年：拿破仑（法语：Napoléon (télésuite)）——Hortense
- 2002年：八美图(8 femmes)—— Catherine（弗朗索瓦·欧容导演）
- 2002年：玛丽·马尔麦(电视剧)——Marie
- 2003年：小伤痕（法语：Petites coupures）——Nathalie
- 2003年：游泳池謀殺案—— Julie（弗朗索瓦·欧容导演）
- 2003年：小莉莉（英语：La Petite Lili）—— Lili （克劳德·米勒导演）
- 2003年：小飛俠彼得潘(Peter Pan)—— 廷克贝尔（P.J. 霍根导演）
- 2005年：致命的艳遇（法语：Une aventure）——Gabrielle（格扎维埃·詹诺利导演）
- 2005年：Foon（法语：Foon）——La reine du bal de l'an dernier
- 2006年：特瑞萨的噩梦（英语：Thérèse Raquin）—— Therese Raquin
- 2006年：中风——La serveuse (as Ludivine)
- 2006年：加利福尼亚（英语：La Californie）—— 艾莲娜
- 2006年：巴黎，我爱你(Paris, je t'aime)—— Claire (segment 'Parc Monceau')
- 2007年：巴黎小情歌（英语：Les Chansons d'amour）—— Julie
- 2007年：莫里哀情史（英语：Molière (film)）—— Célimène
- 2007年：—— Hannah
- 2007年：双面娇娃（法语：La fille coupée en deux）—— Gabrielle Deneige
- 2008年：头号公敌(Public Enemy Number One)—— Sylvie Jeanjacquot
- 2008年：死亡直觉（法语：L'Instinct de mort）
- 2010年：给妹妹的情书（法语：Pieds nus sur les limaces）
- 2010年：罪爱诱惑（法语：Crime d'amour） Love Crime
- 2011年：被爱的人（英语：Les bien-aimés）
- 2011年：魔鬼的替身（英语：A The Devil's Double）
- 2011年：最爱小情歌（英语：The Beloved (2011 film)）
- 2011年：怪兽在巴黎（英语：A Monster in Paris）
- 2013年：我的極品前男友——Julie
- 2019年：真相（法语：La Vérité (film, 2019)）——Amy

- 2007年，多伦多电影节
- 2010年，戛纳电影节
- 露德温·塞尼耶，2010年
- 2011年，柏林电影节